# Келлер (Техас)
Келлер (англ. Keller) — місто (англ. city) в США, в окрузі Таррант штату Техас. Населення — 45 776 осіб (2020).

## Географія
Келлер розташований за координатами 32°55′58″ пн. ш. 97°13′28″ зх. д. / 32.93278° пн. ш. 97.22444° зх. д. (32.932884, -97.224496).  За даними Бюро перепису населення США в 2010 році місто мало площу 47,93 км², з яких 47,79 км² — суходіл та 0,13 км² — водойми.

### Клімат
| Клімат : Келлер                                                                             | Клімат : Келлер | Клімат : Келлер | Клімат : Келлер | Клімат : Келлер | Клімат : Келлер | Клімат : Келлер | Клімат : Келлер | Клімат : Келлер | Клімат : Келлер | Клімат : Келлер | Клімат : Келлер | Клімат : Келлер | Клімат : Келлер |
| Показник                                                                                    | Січ.            | Лют.            | Бер.            | Квіт.           | Трав.           | Черв.           | Лип.            | Серп.           | Вер.            | Жовт.           | Лист.           | Груд.           | Рік             |
| Абсолютний максимум, °C                                                                     | 30,0            | 32,2            | 35,0            | 37,8            | 38,9            | 42,2            | 42,8            | 44,4            | 44,4            | 37,2            | 31,7            | 32,2            | 44,4            |
| Середній максимум, °C                                                                       | 18,5            | 19,7            | 22,8            | 25,6            | 28,5            | 31,2            | 32,8            | 33,4            | 30,7            | 27,3            | 22,4            | 18,9            | 33,6            |
| Середній мінімум, °C                                                                        | −2,2            | −0,8            | 3,6             | 10,3            | 15,1            | 23,2            | 25,3            | 24,9            | 18,2            | 10,4            | 2,8             | −1,8            | −4,7            |
| Норма опадів, мм                                                                            | 54              | 53              | 78              | 91              | 101             | 105             | 58              | 59              | 69              | 85              | 52              | 49              | 854             |
| Днів з опадами                                                                              | 6               | 6               | 8               | 7               | 9               | 7               | 6               | 4               | 6               | 7               | 5               | 6               | 77,0            |
| Днів зі снігом                                                                              | 0               | 2               | 1               | 0               | 0               | 0               | 0               | 0               | 0               | 0               | 0               | 1               | 4,0             |
| ------------------------------------------------------------------------------------------- | --------------- | --------------- | --------------- | --------------- | --------------- | --------------- | --------------- | --------------- | --------------- | --------------- | --------------- | --------------- | --------------- |
| Джерело: National Weather Service Forecast Office, Ft Worth Alliance Airport, Fort Worth TX |                 |                 |                 |                 |                 |                 |                 |                 |                 |                 |                 |                 |                 |

## Демографія
Згідно з переписом 2010 року, у місті мешкало 39 627 осіб у 13 514 домогосподарствах у складі 11 194 родин. Густота населення становила 827 осіб/км².  Було 14051 помешкання (293/км²).
Расовий склад населення:
| - 89,6 % — білих - 3,8 % — азіатів - 2,4 % — чорних або афроамериканців - 0,5 % — корінних американців - 0,1 % — вихідців з тихоокеанських островів - 1,5 % — осіб інших рас |

До двох чи більше рас належало 2,2 %. Частка іспаномовних становила 7,4 % від усіх жителів.
За віковим діапазоном населення розподілялося таким чином: 30,4 % — особи молодші 18 років, 61,0 % — особи у віці 18—64 років, 8,6 % — особи у віці 65 років та старші. Медіана віку мешканця становила 39,9 року. На 100 осіб жіночої статі у місті припадало 95,2 чоловіків;  на 100 жінок у віці від 18 років та старших — 93,4 чоловіків також старших 18 років.
Середній дохід на одне домашнє господарство  становив 141 388 доларів США (медіана — 118 453), а середній дохід на одну сім'ю — 156 211 долар (медіана — 131 214). Медіана доходів становила 100 092 долари для чоловіків та 55 514 долари для жінок. За межею бідності перебувало 3,7 % осіб, у тому числі 3,7 % дітей у віці до 18 років та 5,9 % осіб у віці 65 років та старших.
Цивільне працевлаштоване населення становило 20 684 особи. Основні галузі зайнятості: освіта, охорона здоров'я та соціальна допомога — 19,0 %, науковці, спеціалісти, менеджери — 11,9 %, роздрібна торгівля — 11,5 %, виробництво — 11,3 %.